# Дубровка (Троицкий район)
Дубровка — деревня в Троицком районе Челябинской области. Относится к Белозерскому сельскому поселению.

## География
Расположена в восточной части района, на берегу озера, дающего начало р. Черной. Рельеф равнинный (Западно-Сибирская равнина); ближайшие выс.— 192 и 292 м. Ландшафт — лесостепь. Местность открытая.

## История
Деревня основана в нач. 20 в. переселенцами с Украины. С 1930 здесь размещалась центральная усадьба колхоза «Броневик», с 1951 — отделение совхоза «Песчаный», с 1969 — совхоза «Белозерский» (ныне ООО «Белозерское»).

## Население
| 2002 | 2010 |
| ---- | ---- |
| 103  | ↘72  |

По данным Всероссийской переписи, в 2010 году численность населения села составляла 72 человек, (в 1971 — 215, в 1995 — 153).

## Улицы
- Въездная улица
- Дубровская улица
- Центральная улица

## Инфраструктура
- МОУ "Дубровская НОШ"

## Челябинский метеорит
Обломки метеорита обнаружили в деревни Дубровка Троицкого района